# Steinketill
Steinketill är en bergstopp i republiken Island. Den ligger i regionen Austurland, 400 km öster om huvudstaden Reykjavík. Toppen på Steinketill är 785 meter över havet.
Närmaste större samhälle är Djúpivogur, nära Steinketill.